# Jean Durand (réalisateur)
Pour les articles homonymes, voir Jean Durand et Durand.
Jean Durand est un scénariste et un réalisateur français né le 15 décembre 1882 à Paris (18e) (France) et mort le 10 mars 1946 à Paris (10e) (France).

## Biographie
Jean Durand est d'abord journaliste et dessinateur, puis auteur pour café-concert. Sa rencontre avec Georges Fagot lui permet d'entrer chez Pathé. Il y commence sa carrière de cinéaste en 1908, puis passe rapidement à la Gaumont, où il reprend la série des Calino (personnage interprété par Clément Mégé), après l'abandon de celle-ci par Roméo Bosetti.
Avec deux nouvelles séries, Zigoto (incarné par Lucien Bataille) et surtout Onésime (avec le personnage d'Onésime joué par Ernest Bourbon), Durand ouvre le comique au burlesque et à l'absurde le plus délirant. Il s'entoure d'une troupe d'acteurs, qui se surnomment eux-mêmes les Pouittes, où l'on retrouve, aux côtés de comédiens comme Joaquim Renez ou Max Dhartigny, le chanteur Raymond Aimos, l'aviateur Charles Nungesser, l'acrobate et dompteuse Berthe Dagmar (par ailleurs, épouse de Jean Durand) ou le futur interprète de Buñuel et de Renoir, Gaston Modot. Avec ses films et ses interprètes, Jean Durand devance Mack Sennett et ses Keystone Cops. Il tourne également les premiers westerns français avec son ami Joë Hamman.
Durand continue sa carrière jusqu'à la fin du muet, en 1929.

## Filmographie

### Réalisateur
- 1908 : Belle-maman bat les records
- 1908 : Transformations élastiques
- 1908 : Trop crédules
- 1909 : Cyrano de Bergerac
- 1909 : L'Enfant du chercheur d'or
- 1909 : Frédéric le Grand
- 1909 : Le Miracle du collier
- 1909 : Sur le sentier de la guerre
- 1909 : Les Papas de Francine
- 1910 : Amitié de cow-boy
- 1910 : L'Amour du ranch
- 1910 : À travers la plaine
- 1910 : L'Attaque d'un train
- 1910 : Les Aventures d'un cow-boy à Paris
- 1910 : Bornéo Bill
- 1910 : Les Chasseurs de fourrures
- 1910 : Dans les airs
- 1910 : Le Diamant volé
- 1910 : L'Homme qui ressemble au président
- 1910 : Le Baptême de Calino
- 1910 : Le Fer à cheval
- 1910 : La Main coupée
- 1910 : Le Pari de Lord Robert
- 1910 : Pendaison à Jefferson City
- 1910 : Reconnaissance d'Indien
- 1910 : Le Rembrandt de la rue Lepic
- 1910 : Un drame sur une locomotive
- 1910 : Capture gênante
- 1911 : Aux mains des bandits
- 1911 : Les Aventures de trois Peaux-Rouges à Paris
- 1911 : Calino architecte
- 1911 : Calino cocher
- 1911 : Calino et ses pensionnaires
- 1911 : Zigoto et l'Affaire du collier (ou La Trouvaille de Zigoto)
- 1911 : Calino médecin par amour
- 1911 : Calino polygame
- 1911 : Les aventures de Rob Roy
- 1911 : Calino veut être cow-boy
- 1911 : Cent dollars mort ou vif
- 1911 : Les Cheveux de l'aimée
- 1911 : Calino inspecteur du travail
- 1911 : Le Dernier Mot
- 1911 : En Camargue
- 1911 : Eugénie, redresse-toi
- 1911 : Les Amoureux de la caissière
- 1911 : La Lettre chargée (ou La Lettre recommandée)
- 1911 : L'Opérateur tenace
- 1911 : Voisins gênants
- 1911 : Le Feu à la prairie  (La Prairie en feu) [voir en ligne]
- 1911 : L'Inoubliable Berceuse
- 1911 : Ma tante fait de la peinture
- 1911 : Le Rôle d'un œuf
- 1911 : Le Suicidé malgré lui
- 1911 : Un monsieur qui a la tête lourde
- 1911 : Vers l'immortalité
- 1911 : Le Voyage de l'oncle Jules
- 1911 : La Cure d'Anatole
- 1911 : Le Truc d'Anatole
- 1911 : Calino devient enragé
- 1911 : Qui perd gagne
- 1911 : Le Frère de lait
- 1911 : Va promener Azor
- 1911 : La Pommade aspirante
- 1911 : Mignonne
- 1911 : Cyprien est neurasthénique
- 1911 : Le Chemineau Rinkeur
- 1911 : Le Triomphe d'un lutteur
- 1912 : Onésime horloger
- 1912 : Le Cadeau d'Onésime
- 1912 : Calino chef de gare
- 1912 : Calino courtier en paratonnerre
- 1912 : Calino dompteur par amour
- 1912 : Calino épouse une féministe
- 1912 : Calino fait l'omelette
- 1912 : Calino gardien de prison
- 1912 : Calino père nourricier
- 1912 : Calino s'endurcit la figure
- 1912 : Calino veut se faire renvoyer
- 1912 : La Calomnie punie
- 1912 : Le Cheval vertueux
- 1912 : Le Collier vivant
- 1912 : La Course à l'amour
- 1912 : Cœur ardent [voir en ligne]
- 1912 : La Fiancée du toréador
- 1912 : L'Homme et l'Ourse
- 1912 : Onésime a un duel à l'américaine
- 1912 : Onésime aux enfers
- 1912 : Onésime contre Onésime
- 1912 : Onésime est trop timide
- 1912 : Onésime et la Grève des mineurs  (Onésime veut arrêter la grève des mineurs)
- 1912 : Onésime et la Toilette de Mademoiselle Badinois
- 1912 : Onésime et le Chien bienfaisant
- 1912 : Onésime et l'Éléphant détective
- 1912 : Onésime et le Nourrisson de la nourrice indigne
- 1912 : Onésime et le Physicien
- 1912 : Onésime et l'Étudiante
- 1912 : Onésime garçon costumier
- 1912 : Onésime gentleman détective
- 1912 : Onésime, l'amour vous appelle
- 1912 : Oxford contre Martigues
- 1912 : Le Railway de la mort
- 1912 : Le Révolver matrimonial
- 1912 : Sous la griffe
- 1912 : Une plaidoirie de Calino
- 1912 : Zigoto plombier d'occasion
- 1912 : Zigoto en pleine lune de miel
- 1912 : Zigoto et la Blanchisseuse
- 1912 : Zigoto promène ses amis
- 1913 : Onésime employé des postes (Onésime postier)
- 1913 : Onésime aime les bêtes
- 1913 : Onésime aime trop sa belle-mère
- 1913 : Onésime champion de boxe
- 1913 : Onésime débute au théâtre
- 1913 : Onésime dresseur d'hommes et de chevaux
- 1913 : Onésime en bonne fortune
- 1913 : Onésime et l'Affaire du Tocquard-Palace
- 1913 : Onésime et la Panthère de Calino
- 1913 : Onésime et le Cœur du tzigane
- 1913 : Onésime et le Pas de l'ours
- 1913 : Onésime et l'Héritage de Calino
- 1913 : Onésime et l'Œuvre d'art
- 1913 : Onésime et son âne
- 1913 : Onésime et son collègue
- 1913 : La Disparition d'Onésime
- 1913 : Onésime et la Symphonie inachevée
- 1913 : Onésime se marie, Calino aussi
- 1913 : Onésime sourcier
- 1913 : Onésime sur le sentier de la guerre
- 1913 : Onésime, tu l'épouseras quand même
- 1913 : Le Mal d'Onésime
- 1913 : Le Noël d'Onésime
- 1913 : Une triste aventure d'Onésime
- 1914 : L'Aventure de Monsieur Smith
- 1914 : La Chasse à l'homme
- 1914 : L'Enfant et la bouteille
- 1914 : L'Enfant et le Chien
- 1914 : Fauves et bandits  (Bandits et fauves)
- 1914 : Le Jugement du fauve
- 1914 : Les Lions dans la nuit
- 1914 : Les Doigts qui étranglent
- 1914 : Le Mariage du frotteur
- 1914 : Mister Smith fait l'ouverture
- 1914 : Onésime en promenade
- 1914 : Onésime et le Clubman
- 1914 : Onésime et le Drame de famille
- 1914 : Onésime et le Dromadaire
- 1914 : Onésime et le Lâche anonyme
- 1914 : Onésime et le Pélican
- 1914 : Onésime gardien du foyer
- 1914 : Onésime, si j'étais roi
- 1914 : La Pipe de Master Pouitte
- 1914 : Le Système du docteur Bitume
- 1914 : Le Vœu d'Onésime
- 1915 : Ceux de la terre
- 1916 : Les Loups
- 1917 : L’Ame des fauves
- 1918 : Les Enfants de France
- 1920 : Marie la gaieté
- 1921 : Marie la bohémienne
- 1922 : Marie chez les loups
- 1922 : Marie chez les fauves
- 1922 : Marie, la femme au singe
- 1925 : La Chaussée des géants
- 1927 : Palaces
- 1928 : L'Île d'amour
- 1929 : La Femme rêvée
- 1929 : Détresse

### Scénariste
- 1928 : L'Île d'amour
- 1920 : La Flétrissure (Une âme à la dérive)

### Assistant réalisateur
- 1924 : Madame Sans-Gêne de Léonce Perret

### Séries télévisées
- 1974 : Histoire du cinéma français par ceux qui l'ont fait